# Skottlands herrlandslag i fotboll
Skottlands herrlandslag i fotboll representerar Skottland på landslagsnivå. Skottland spelade tidernas första fotbollslandskamper, först 1-1 vid en inofficiell match mot England den 5 mars 1870 i Glasgow, sedan när man den 30 november 1872 mötte England i Partick i Glasgow i Skottland i den första officiella fotbollslandskampen. Matchen slutade 0–0.
Skottland har blivit kända för sin oförmåga att gå vidare från VM:s gruppspel (första omgång). De har ofta kvalificerat sig men väl i VM har man inte lyckats. Man har ofta varit nära men på grund av målskillnad har man inte tagit sig vidare. Så var fallet till exempel 1974.

## Historia
Skottland är tillsammans med England världens äldsta fotbollslandslag. Lag som representerade länderna möttes i fem landskamper 1870–1872. Det var också Skottland och England som möttes i den första officiella landskampen. Den arrangeras på Hamilton Crescent i Partick i Skottland 30 november 1872.
De kommande 40 åren spelade Skottland bara landskamper mot de andra riksdelarna inom Storbritannien och Irland: England, Wales och Irland. Dessa riksdelar, de så kallade Home nations, deltog alla i det brittiska mästerskapet, British Home Championship (BHC), som startades 1883. Under dessa år var Skottland svårslaget och det dröjde till 1903 innan något av de andra lagen förutom England slog Skottland då Irland vann med 2-0.
Skottlands ärkerival är grannen England. 1873 förlorade Skottland mot England för första gången. 1874 vann man sin första landskamp mot England med 2-0, målen gjordes av Fred Anderson och Angus MacKinnon. 1876 slog man England med 3-0 och samma år mötte sin andra motståndare genom tiderna, Wales. Skottland vann med 4-0. 1878 togs största segern mot England, 7-2 och största landslagssegern med 9-0 mot Wales. 1884 mötte man Irland för första gången och vann med 5-0. Första matchen på 1900-talet spelades mot Wales den 3 februari 1900, det blev seger med 5-2.
I en BHC-landskamp på Ibrox park i Glasgow 1902 rasade en läktarsektion samman. 26 människor dog och ett hundratal skadades. Matchen avbröts men återupptogs. Det blev omspel på Villa Park där matchen slutade 2-2.
I maj-juni 1929 gjorde man en turné i Europa med tre matcher. Den 26 maj 1929 mötte man för första gången ett lag utanför Brittiska öarna. Skottland utklassade Norge med 7-3 i Bergen. Fler landskamper följde, med vinster mot Tyskland och Frankrike men förluster mot Österrikes Wunderteam och Italien. Skottland följde övriga brittiska lag och valde att inte delta i VM under 1930-talet. Första efter andra världskriget gick Skottland och de andra brittiska landslagen åter med i Fifa och deltog i VM.

### 1950-talet
1950 
1950 kvalificerade sig Skottland till VM men drog sig ur. Detta på grund av att man inte vann sin grupp där både ettan och tvåan gick vidare. Gruppen innehöll Storbritanniens alla regioner med England (etta), Wales (fyra), Nordirland (trea) och skottarna själva. Matchen mot England (det spelades bara en match mot dem) slutade 0-1.
1952 mötte man Sverige för första gången och föll med 1-3 på Råsunda, Skottlands mål gjordes av Billy Liddell.
1954
Till VM 1954 kvalificerade sig Skottland och den här gången drog man sig inte ur till en början. Debuten var inte så bra då man föll med 0-1 mot Österrike. Inför nästa match ville förbundskaptenen Andy Beattie se bättre spel. Det blev värre och Skottland förlorade mot regerande mästarna Uruguay med 0-7. Efter detta drog sig laget ur sista matchen mot Tjeckoslovakien.
1958 
1958 gick VM i Sverige och Skottland deltog nu i alla tre matcherna. I första matchen fick man 1-1 mot Jugoslavien. Men sen blev det uddamålsförluster mot Paraguay med 2-3 och Frankrike med 1-2 och man hamnade på sista plats.

### 1960-talet
Under de första EM-turneringarna 1960 och 1964 ställde inte Skottland upp. Kvalet till EM 1968 innehöll samtliga brittiska nationer där storebror England vann, men under samma kval den 15 april 1967 spelades en klassisk landskamp mot England på Wembley, vilken även var en del av säsongens BHC. England hade inte förlorat en landskamp sedan VM-guldet 1966. Skottland vann sensationellt med 3-2 efter mål av Denis Law, Bobby Lennox och Jim McCalliog. Skotska fans invaderade planen och kallade sig inofficiella världsmästare. Detta var mer ett skämt.

### 1970-talet
1974
Skottland var tillbaka efter tre missade VM. 1962 förlorade man en avgörande playoff-match mot Tjeckoslovakien på neutral mark (i Bryssel) med 2-4 och lyckades inte i de andra två kvalen. Skottland skulle nu göra sitt troligen bästa VM någonsin. I första matchen vann man enkelt mot Zaire med 2-0  efter mål av Lorimer och Joe Jordan. I nästa match väntade regerande mästarna Brasilien där matchen slutade mållös. Skottland hade nu chans att avancera till andra gruppspelsomgången. I sista matchen mot Jugoslavien hamnade man i underläge med tio minuter kvar, men i den 88:e minuten gjorde Joe Jordan 1-1. Jugoslavien gick vidare på grund av sin stora målskillnad (9-0 mot Zaire) och Brasilien (som spelat 0-0 också mot Jugoslavien) som slog Zaire med 3-0 och hade ett plusmål mer. Därmed blev Skottland det första obesegrade laget i VM som aldrig gick vidare.
1977 vann Skottland BHC igen efter seger mot England med 2-1. Precis som 1967 invaderade skotska fans Wembleys gräsmatta.
1978 
Man vann sin kvalgrupp före Tjeckoslovakien och Wales. I den första matchen förlorade man överraskande mot Peru med 1-3. I nästa match fick man bara oavgjort mot Rookien Iran efter ett självmål av Iran. Inför sista matchen mot en av dåtidens starkaste lag Nederländerna räknade många bort Skottland. Nederländerna tog ledningen. Kenny Dalglish kvitterade före halvtid. Archie Gemmill satte en straff i den 47:e minuten och Skottland var i ledning. Sen gjorde samma Gemmill 3-1 då han sprang ifrån tre nederländare och satte bollen i mål. Nederländerna gjorde ett till mål men Skottland vann med 3-2. Både Skottland och Nederländerna stannade på tre men Nederländerna gick vidare på bättre målskillnad.

### 1980-talet
1982 
Skottland gick till VM efter att ha slagit lag som Sverige och Portugal och slutade som segrare i gruppen. Första matchen var strålande och en seger med 5-2 mot Nya Zeeland. I nästa mötte man det kända brasselaget från detta VM. David Narey gav Skottland sensationellt ledningen i den 18:e minuten men det blev brassarna som vann och gjorde fyra mål. I sista matchen mot Sovjetunionen tog man ledningen genom Joe Jordan. Sovjet gjorde två mål och ett efter ett skotskt försvarsmisstag. Men i slutminuterna gjorde Graeme Souness 2-2. Skottland och Sovjetunionen slutade båda på fyra poäng men skottarna åkte ut på målskillnad.
1984 spelades sista BHC. 1985 spelades en turnering som hette Rous Cup där det var en match mellan Skottland och England. Skottland vann med 1-0. Året efter vann England. 1987-89 hade man gäster men turneringen blev aldrig stor och lades ner.
1986 
Detta år hamnade man i samma grupp som Västtyskland, Danmark och Uruguay. Det började dåligt med en 0-1-förlust mot den danska dynamiten. I den andra matchen mot Västtyskland gav Gordon Strachan Skottland ledningen men tyskarna skulle göra två mål. I sista matchen måste Skottland vinna för att ha chans att gå vidare. Det började bra, men inte med mål. Efter en minut fick Uruguays Sergio Batista se det röda kortet efter en våldsam tackling på Gordon Strachan. Trots det numerära överläget nästan matchen ut slutade matchen 0-0 och Skottland hamnade på sista plats.

### 1990-talet
1990 

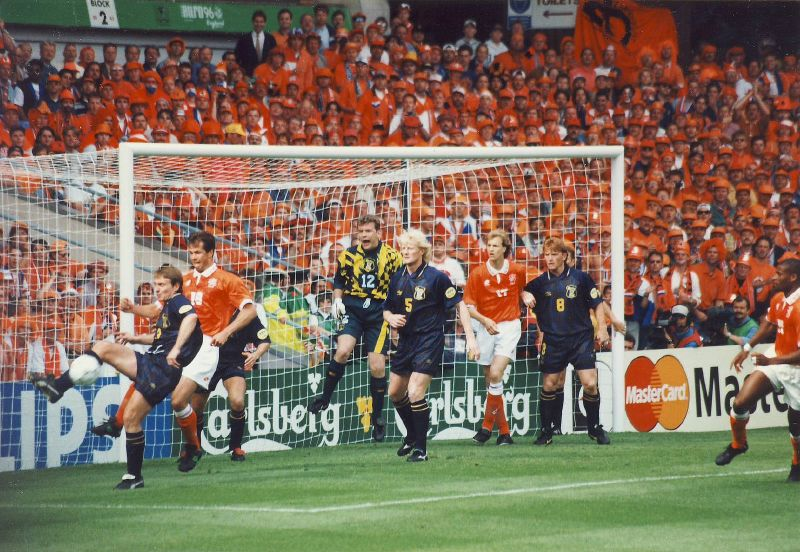
Skottland möter Nederländerna i EM-gruppspelet 1996 i England.

Skottland var återigen i VM men detta skulle inte bli deras VM. I den första matchen förlorade man sensationellt mot Costa Rica med 0-1. I nästa match väntade Sverige. Efter tio minuter tog Skottland ledningen när Stuart McCall fick en tå på bollen efter en hörna. I den andra halvleken blev Roy Aitken frispelad i den svenska straffområdet. Svenske målvakten Ravelli räddade skottet, men när Aitken försökte nå returen föll han, jagad av svenske högerbacken Roland Nilsson. Straff blev det och Mo Johnston satte in den i mål. Sverige gjorde ett mål men Skottland vann och nu hade man en chans att gå vidare inför matchen mot Brasilien. Men Skottland förlorade med 0-1 efter ett mål i slutminuterna och man tog sig inte vidare.
1992
Efter ett antal misslyckade EM-kval lyckades Skottland ta sig till Europamästerskapet i fotboll 1992 i Sverige efter att ha vunnit sin kvalgrupp före lag som Schweiz och Rumänien. I första matchen den 12 juni i Göteborg bjöd man på hårt motstånd mot regerande europamästarna Nederländerna men man förlorade med 0-1. Den 15 juni i Norrköping mötte man Tyskland och förlorade med 0-2. Den 18 juni också i Norrköping var Skottland redan utslagna i matchen mot Oberoende staters samvälde. Men varken spelarna eller supportrarna ville se Skottland förlora igen. 1-0 gjorde Paul McStay och 2-0 Brian McClair efter endast 17 minuter. I den 84:e minuten punkterades matchen totalt och gruppen när Gary McAllister satte 3-0 på straffspark. Skottland blev ett av EM:s populäraste lag. Inte bara på grund av spelarna och resultatet på planen, utan även supportrarna som spred glädje och munterhet där de drog fram.
1996
Skottland missade Världsmästerskapet i fotboll 1994 men kvalade in till sitt andra raka EM som arrangerades i England. Första matchen mot Nederländerna blev skottarna mållösa, men det blev nederländarna också. I nästa match väntade ärkerivalen England på Wembley Stadium. Skyttekungen Alan Shearers och Paul Gascoignes mål satte dit Skottland och man missade dessutom en straff. Men man hade ändå en chans för avancemang. I sista matchen mot Schweiz vann Skottland med 1-0  efter ett skott från 25 meter i mål av Ally McCoist. Nederländerna gick vidare med England tack vare fler gjorda mål.
1998 
I kvalet till VM 1998 hamnade man i en lätt grupp. Utmanarna var Österrike och Sverige. Man slog Österrike hemma och fick oavgjort borta. Mot Sverige vann man hemma med 1-0 och förlorade bortamatchen med 1-2. Man kom tvåa i kvalgruppen men gick in som bästa tvåa. Man hamnade i grupp A med Brasilien, Norge och Marocko. I första matchen mot världsmästarna förlorade man med 1-2 efter ett olyckligt avgörande självmål. I nästa match mot Norge fixade man en poäng då Craig Burley räddade en poäng med sitt snygga 1-1-mål. Chansen att gå vidare fanns om Brasilien skulle slå Norge och Skottland skulle vinna över Marocko. Oavgjort skulle också räcka om Brasilien slog Norge med två mål. Men Marocko var det bättre laget och vann med 3-0 och Norge slog Brasilien med 2-1 och Skottland fick lämna VM med 1 poäng och målskillnaden 2-6.
I november 1999 möttes ärkerivalerna England och Skottland i ett avgörande playoffspel om en plats i EM 2000. Den första matchen på Hampden Park vanns relativt komfortabelt av England med 2-0. I returen på Wembley bjöd dock Skottland upp till kamp och i slutet av första halvlek tog man ledningen genom Don Hutchison. I andra halvlek pressade man så på för ytterligare ett mål. Närmast var Christian Dailly, vars nick räddades på mållinjen av den engelske målvakten David Seaman. Men anstormningen var förgäves. Trots att Skottland vann detta lagens senaste möte med 1-0 var det ej tillräckligt, utan England kvalificerade sig för EM via 2-1 sammanlagt.

### 2000-talet
Skottland kvalade inte in till VM 2002 efter att ha slutat två poäng bakom tvåan Belgien. Efteråt avgick Craig Brown och efterträddes av Berti Vogts, som skrev historia genom att bli Skottlands första utländska tränare någonsin. Vogts fick dock en dålig start med Skottland som bland annat förlorade med 0–5 mot Frankrike.
Under tiden för EM-kvalet 2004 hade Skottland undermåliga resultat, men slutade tvåa i kvalet och kunde ta sig playoff där man mötte Nederländerna. I första matchen hemma vann man med 1–0. I returen blev man utspelade och förlorade med 0–6, och Skottland missade därefter EM.
VM-kvalet 2006 började dåligt för Skottland, och efter två poäng på tre matcher avgick Vogts. Walter Smith tog över, och under återstoden av kvalet var Skottlands resultat varierande. Man misslyckades ändå med att kvala in till VM efter att slutat trea i gruppen bakom Italien och Norge.
I maj 2006 vann Skottland Kirin Cup efter 5-1 mot Bulgarien och 0-0 mot Japan.
2008 års kval till EM spelades bland annat mot 2006 års VM-finalister Frankrike och Italien. Trots att Skottland vann bägge matcher mot Frankrike med 1–0 slutade de trea i gruppen, vilket innebar ett missat slutspel.

### 2010-talet
2010 års VM-kval blev en besvikelse för Skottlands del, bland annat förlorade man med 0–3 borta mot Nederländerna samt 0–4 borta mot Norge. Skottland slutade trea med tre vinster, en oavgjord och fyra förluster.
Kvalet till EM 2012 blev något bättre utan några större framgångar men man slutade återigen trea efter de blivande mästarna Spanien och Tjeckien.
Skottland slutade fyra i både 2014 och 2016 års kval trots dubbla segrar mot Kroatien i det tidigare nämnda kvalet.
I kvalet till VM 2018 slutade Skottland trea i en grupp med bland annat den klassiska rivalen England och missade därmed ännu ett slutspel.

### 2020-talet
2020
Efter en lång torka kunde Skottland kvala in till sin första turnering på 22 år. På vägen dit hade man vunnit sin Nations Leaguegrupp och därefter besegrat Israel och Serbien i playoffsemifinal respektive playoffinal, båda matcher efter straffläggning. Den första matchen förlorade Skottland med 0–2 mot Tjeckien. I den nästa matchen väntade England, där Skottland lyckades klara 0–0. Chans att gå vidare fanns ifall man besegrade Kroatien i den sista matchen. Kroatien var dock ett nummer för stora och vann med 3–1, och därmed åkte skottarna ut med en poäng och målskillnaden 1–5. Lagets enda mål gjorde Callum McGregor.

## VM-resultat
- 1930, 1934 och 1938: Deltog ej
- 1950: Kvalificerade sig, men drog sig ur
- 1954: Första omgången
- 1958: Första omgången
- 1962, 1966 och 1970: Utslaget i kvalet
- 1974: Första omgången
- 1978: Första omgången
- 1982: Första omgången
- 1986: Första omgången
- 1990: Första omgången
- 1994: Utslaget i kvalet
- 1998: Första omgången
- 2002: Utslaget i kvalet
- 2006: Utslaget i kvalet
- 2010: Utslaget i kvalet
- 2014: Utslaget i kvalet
- 2018: Utslaget i kvalet
- 2022: Utslaget i kvalet

## EM-resultat
- 1960: Deltog ej
- 1964: Deltog ej
- 1968: Utslaget i kvalet
- 1972: Utslaget i kvalet
- 1976: Utslaget i kvalet
- 1980: Utslaget i kvalet
- 1984: Utslaget i kvalet
- 1988: Utslaget i kvalet
- 1992: Första omgången
- 1996: Första omgången
- 2000: Utslaget i kvalet
- 2004: Utslaget i kvalet
- 2008: Utslaget i kvalet
- 2012: Utslaget i kvalet
- 2016: Utslaget i kvalet
- 2020: Första omgången
- 2024: Första omgången

## OS
Då deltagarna i Olympiska spelen representerar suveräna stater, i Skottlands fall Storbritannien, kan Skottlands landslag inte delta i den olympiska fotbollsturneringen även om man lyckas kvala in till turneringen.
För första gången sen kvalet till OS 1972 beslöt Storbritanniens olympiska kommitté (i egenskap av värdnation) att ställa upp med ett gemensamt lag (England, Nordirland, Skottland och Wales tillsammans) för Storbritannien vid OS i London 2012. Skottlands, Wales och Nordirlands fotbollsförbund var kritiska till detta eftersom de är rädda att deras oberoende i europeiska och internationella sammanhang kan hotas.
se även: Storbritanniens herrlandslag i fotboll

## Spelare

### Spelartruppen
Följande spelare var uttagna till landskampen mot Costa Rica den 23 mars och Ungern den 27 mars 2018.

Antalet landskamper och mål är korrekta per den 7 mars 2018.
| Nr | Pos. | Namn             | Födelsedatum (ålder) | Matcher | Mål |           | Klubb                                         |  |
| -- | ---- | ---------------- | -------------------- | ------- | --- | --------- | --------------------------------------------- |  |
|    | MV   | Allan McGregor   | 31 januari 1982      | 36      | 0   | Skottland | Rangers                                       |  |
|    | MV   | Jordan Archer    | 12 april 1993        | 0       | 0   | England   | Millwall                                      |  |
|    | MV   | Jon McLaughlin   | 9 september 1987     | 0       | 0   | Skottland | Hearts                                        |  |
|    |      |                  |                      |         |     |           |                                               |  |
|    | F    | Charlie Mulgrew  | 6 mars 1986          | 32      | 2   | England   | Blackburn Rovers                              |  |
|    | F    | Russell Martin   | 4 januari 1986       | 29      | 0   | Skottland | Rangers (Utlånad från Norwich City)           |  |
|    | F    | Grant Hanley     | 20 november 1991     | 28      | 1   | England   | Norwich City                                  |  |
|    | F    | Andrew Robertson | 11 mars 1994         | 20      | 2   | England   | Liverpool                                     |  |
|    | F    | Kieran Tierney   | 5 juni 1997          | 9       | 0   | Skottland | Celtic                                        |  |
|    | F    | Callum Paterson  | 13 oktober 1994      | 5       | 0   | Wales     | Cardiff City                                  |  |
|    | F    | Barry Douglas    | 4 september 1989     | 0       | 0   | England   | Wolverhampton Wanderers                       |  |
|    | F    | Scott McKenna    | 12 november 1996     | 0       | 0   | Skottland | Aberdeen                                      |  |
|    |      |                  |                      |         |     |           |                                               |  |
|    | MF   | James Forrest    | 7 juli 1991          | 21      | 0   | Skottland | Celtic                                        |  |
|    | MF   | Matt Ritchie     | 10 september 1989    | 15      | 3   | England   | Newcastle United                              |  |
|    | MF   | John McGinn      | 18 oktober 1994      | 5       | 0   | Skottland | Hibernian                                     |  |
|    | MF   | Stuart Armstrong | 30 mars 1992         | 4       | 1   | Skottland | Celtic                                        |  |
|    | MF   | Kenny McLean     | 8 januari 1992       | 2       | 0   | Skottland | Aberdeen (Utlånad från Norwich City)          |  |
|    | MF   | Ryan Fraser      | 24 februari 1994     | 2       | 0   | England   | Bournemouth                                   |  |
|    | MF   | Callum McGregor  | 14 juni 1993         | 1       | 0   | Skottland | Celtic                                        |  |
|    | MF   | Tom Cairney      | 20 januari 1991      | 1       | 0   | England   | Fulham                                        |  |
|    | MF   | Dylan McGeouch   | 15 januari 1993      | 0       | 0   | Skottland | Hibernian                                     |  |
|    | MF   | Jamie Murphy     | 28 augusti 1989      | 0       | 0   | Skottland | Rangers (Utlånad från Brighton & Hove Albion) |  |
|    | MF   | Kevin McDonald   | 4 november 1988      | 0       | 0   | England   | Fulham                                        |  |
|    | MF   | Scott McTominay  | 8 december 1996      | 0       | 0   | England   | Manchester United                             |  |
|    |      |                  |                      |         |     |           |                                               |  |
|    | A    | Matt Phillips    | 13 mars 1991         | 9       | 0   | England   | West Bromwich Albion                          |  |
|    | A    | Jason Cummings   | 1 augusti 1995       | 1       | 0   | Skottland | Rangers (Utlånad från Nottingham Forest)      |  |
|    | A    | Ryan Christie    | 22 februari 1995     | 1       | 0   | Skottland | Aberdeen (Utlånad från Celtic)                |  |
|    | A    | Oliver McBurnie  | 4 juni 1996          | 0       | 0   | England   | Barnsley (Utlånad från Swansea City)          |  |

### Nyligen inkallade
Följande spelare har varit uttagna i det skotska landslaget de senaste 12 månaderna.
| MV | Craig Gordon     | 31 december 1982  | 52 | 0 | Celtic                                     | mot Nederländerna 9 november 2017 |  |  |
| MV | David Marshall   | 5 mars 1985       | 27 | 0 | Hull City                                  | mot Nederländerna 9 november 2017 |  |  |
| MV | Jack Hamilton    | 23 mars 1994      | 0  | 0 | Hearts                                     | mot England 10 juni 2017          |  |  |
|    |                  |                   |    |   |                                            |                                   |  |  |
| F  | Christophe Berra | 31 januari 1985   | 41 | 4 | Hearts                                     | mot Nederländerna 9 november 2017 |  |  |
| F  | Liam Cooper      | 30 augusti 1991   | 0  | 0 | Leeds United                               | mot Nederländerna 9 november 2017 |  |  |
| F  | Paul Hanlon      | 20 januari 1990   | 0  | 0 | Hibernian                                  | mot Nederländerna 9 november 2017 |  |  |
| F  | Steven Whittaker | 16 juni 1984      | 31 | 0 | Hibernian                                  | mot Slovenien 8 oktober 2017      |  |  |
| F  | Stephen Kingsley | 23 juli 1994      | 1  | 0 | Hull City                                  | mot England 10 juni 2017          |  |  |
| F  | Mark Reynolds    | 7 maj 1987        | 0  | 0 | Aberdeen                                   | mot England 10 juni 2017          |  |  |
| F  | Lee Wallace      | 1 augusti 1987    | 10 | 0 | Rangers                                    | mot Slovenien 26 mars 2017        |  |  |
|    |                  |                   |    |   |                                            |                                   |  |  |
| MF | Darren Fletcher  | 1 februari 1984   | 80 | 5 | Stoke City                                 | mot Nederländerna 9 november 2017 |  |  |
| MF | Scott Brown[a]   | 25 juni 1985      | 55 | 4 | Celtic                                     | mot Nederländerna 9 november 2017 |  |  |
| MF | Ryan Jack        | 27 februari 1992  | 1  | 0 | Rangers                                    | mot Nederländerna 9 november 2017 |  |  |
| MF | Graeme Shinnie   | 4 augusti 1991    | 0  | 0 | Aberdeen                                   | mot Nederländerna 9 november 2017 |  |  |
| MF | James Morrison   | 25 maj 1986       | 46 | 3 | West Bromwich Albion                       | mot Slovenien 8 oktober 2017      |  |  |
| MF | James McArthur   | 7 oktober 1987    | 32 | 4 | Crystal Palace                             | mot Slovenien 8 oktober 2017      |  |  |
| MF | Ikechi Anya      | 3 januari 1988    | 29 | 3 | Derby County                               | mot Slovenien 8 oktober 2017      |  |  |
| MF | Barry Bannan     | 1 december 1989   | 27 | 0 | Sheffield Wednesday                        | mot Slovenien 8 oktober 2017      |  |  |
| MF | Robert Snodgrass | 7 september 1987  | 25 | 7 | Aston Villa (Utlånad från West Ham United) | mot Slovenien 8 oktober 2017      |  |  |
| MF | Oliver Burke     | 7 april 1997      | 5  | 0 | West Bromwich Albion                       | mot Slovenien 26 mars 2017        |  |  |
|    |                  |                   |    |   |                                            |                                   |  |  |
| A  | Leigh Griffiths  | 20 augusti 1990   | 17 | 4 | Celtic                                     | mot Nederländerna 9 november 2017 |  |  |
| A  | Steven Fletcher  | 26 mars 1987      | 31 | 9 | Sheffield Wednesday                        | mot Slovenien 8 oktober 2017      |  |  |
| A  | Chris Martin     | 4 november 1988   | 17 | 3 | Reading (Utlånad från Derby County)        | mot Slovenien 8 oktober 2017      |  |  |
| A  | Steven Naismith  | 14 september 1986 | 45 | 7 | Hearts (Utlånad från Norwich City)         | mot Malta 4 september 2017        |  |  |
| A  | Jordan Rhodes    | 5 februari 1990   | 14 | 3 | Sheffield Wednesday                        | mot Slovenien 26 mars 2017        |  |  |

Noter
- [a] Scott Brown har valt att avsluta sin landslagskarriär.

### Profiler genom tiderna
- Jim Baxter
- Billy Bremner
- Bobby Collins
- Kenny Dalglish
- Hughie Gallacher
- Archie Gemmill
- Richard Gough
- George Graham
- Eddie Gray
- John Greig
- Asa Hartford
- Colin Hendry
- David Herd
- Alex James
- Mo Johnston
- Jimmy Johnstone
- Joe Jordan
- Denis Law
- Jim Leighton
- Gary McAllister
- Ally McCoist
- Danny McGrain
- Alex McLeish
- Billy McNeill
- Dave Mackay
- Lou Macari
- Alan Morton
- Graeme Souness
- Paul Sturrock
- Gordon Strachan
- Andrew Watson
- John White
- George Young

## Förbundskaptener
- SFAs styrelse     1872–1954
- Andy Beattie      1954
- Matt Busby        1958
- Dawson Walker     1958–1959
- Andy Beattie          1959–1960
- Ian McColl        1960–1965
- Jock Stein        1965–1966
- John Prentice     1966
- Malcolm MacDonald 1966–1967
- Bobby Brown       1967–1971
- Tommy Docherty    1971–1972
- Willie Ormond     1973–1977
- Ally McLeod       1977–1978
- Jock Stein            1978–1985
- Alex Ferguson     1985–1986
- Andy Roxburgh     1986–1993
- Craig Brown       1993–2001
- Berti Vogts       2002–2004
- Walter Smith      2004–2007
- Alex McLeish      2007–2007
- George Burley     2008–2009
- Craig Levein      2009–2012
- Billy Stark       2012
- Gordon Strachan   2013–2017
- Malky Mackay      2017–2018
- Alex McLeish          2018–2019
- Steve Clarke      2019–